# Nagamichi Kuroda
Nagamichi Kuroda (1889 - 1978) fou un ornitòleg japonès.
Va descriure el Tadorna cristata l'any 1917.
També va treballar en la distinció entre àlcids i petrells i les característiques especials de les baldrigues.

## Obres
- Birds of the Island of Java (2 llibres, 1933-36)
- Parrots of the World in Life Colours (1975).
- Passeres  (1933)